# Хаџи-Петко Јагодић
Петко Јагодић (Бабешница код Модриче 1810. - Врањак 1880.), познат као хаџи-Петко, био је српски православни свештеник и борац против османлијске власти у Босни.
Рођен је 1810. године у Бабешници, на подручју Требаве, у данашњој Босни и Херцеговини. Поријекло овог истакнутог свештеника и народног вође није потврђено званичним документима, али предање говори да је био потомак свештеника Ђерка, који се сматра првим свештеником у Врањаку и Копривни. Према једној теорији, хаџи-Петко потиче из рода Опутића из Осјечана, чији су преци били познати по своjoj вештини и оданости своме народу. Према историјским подацима, након одласка у Србију, Јагодићи су изгубили своје уписе на Требави, али су били присутни у Дугом Пољу, тада делу Босанског санџака.

## Просветитељска и свештеничка делатност
Од 1843. године, хаџи-Петко је био свештеник у Врањаку, где је оснивао и водио прву школу на Требави, која је постала центар образовања за локалне житеље. Поред образовања, Петко је био дубоко укључен у духовни живот региона. Његова просветитељска делатност није била ограничена само на Врањак, јер је такође био учитељ и у Модричи од 1852. до 1853. године. Иако његова служба није била административна, хаџи-Петко је био централна личност, активно ангажована у изградњи прве цркве на Требави, коју је успео да изгради уз дозволу османских власти.

## Ходочашће и породица Тодић
Један од значајних догађаја у животу хаџи Петка било је његово ходочашће у Јерусалим 1853. године. Тамо је, након обиласка Христовог гроба, замишљао свог брата Јована, који је у то време славио своју крсну славу, Јовањдан. Према предању, Петка су у Врањаку неки називали "Тодићем", што указује на могућу породичну везу са породицом Тодић, која је такође славила Јовањдан.

## Устанак на Требави
Хаџипоп Петко Јагодић је био један од главних организатора Требавске буне 1858. године. Заједно са другим вођама устанка, он је предводио око 1000-1500 устаника. Устанак је био дио ширег отпора против османске власти, али је на крају потучен, што је довело до његовог бекства и сакривања у манастиру Крушедол. Након устанка, Хаџи Петко је наставио свој рад у српским црквама, али његов допринос устанку остао је важан део његовог живота и наслеђа.

## Повратак у Врањак и смрт
Након пада устанка на Требави 1858. године, Петко је одлазио у манастир Крушедол, а затим у Годачицу, где је 1864. године био уписан као свештеник. У својој каснијој доби, када су га аустријске власти протерале, вратио се у Врањак 1879. године. Последњи пут је записао један догађај у Годачици, а 1880. године је умро и био сахрањен у порти цркве коју је сам градио.
Хаџи Петко Јагодић остао је упамћен као изузетан духовни и просветни радник, као и велики патриота, чији је живот био посвећен својој вери и народу.